# Giovanni Tranquilli
Giovanni Tranquilli (Ascoli Piceno, 1827 – Ascoli Piceno, 1º gennaio 1923) è stato un bacologo italiano.

## Biografia
Nasce ad Ascoli Piceno nel 1827, il nonno Giovanni Spino era stato avvocato e politico impegnato mentre il padre Antonio Tranquilli, anche lui avvocato, è industriale di chiare idee repubblicane e deputato dell'Assemblea costituente della Repubblica Romana. Nel 1848, allo scoppio della Prima guerra di indipendenza italiana, poco più che ventenne parte volontario nelle file del battaglione ascolano messo su dallo zio Antonio Orsini, e dal nobile Giovanni Sgariglia. Colpito dalla malaria fa ritorno ad Ascoli dove inizia lo studio di materie scientifiche, nonostante il padre lo voglia dedito a quelle giuridiche. Si laurea a Pisa in scienze naturali nel 1852. 
Con l'apertura di nuovi locali attrezzati, assume il controllo della filanda per la bachicoltura fondata dal padre; inizia così la produzione del seme, che nel 1853 raggiunge la ragguardevole quantità di 2300 libbre, la cui destinazione principale sono le fiere di Senigallia ed Ancona. Il prodotto, rivelatosi di eccellente qualità, giustifica l'arrivo di numerose commesse anche dall'estero. 
Trovatosi a fronteggiare la terribile epidemia di "pebrina" causata da un protozoo parassita, Tranquilli, utilizzando gli insegnamenti ed il metodo scientifico di Pasteur, riesce a debellare la malattia con geniali soluzioni e, mediante incroci tra razze, a creare una varietà resistente all'infezione. Diventa così il punto di riferimento di quella folta schiera di bacologi che avrebbe trasformato, migliorandolo, l'aspetto socioeconomico della città. Autore di numerosi saggi sull'argomento, nonché professore di fisica nel locale Liceo, si occupa con successo anche della Cattedra Ambulante di Agricoltura, di una Cantina Sociale con annessa distilleria, di un'officina elettrica, dell'incremento della produzione di vetro e cremor di tartaro. 
Per i suoi numerosi ed indubbi meriti, viene insignito della Croce di Grande Ufficiale della Corona d'Italia e nominato Cavaliere del Lavoro. Muore ad Ascoli Piceno il 1º gennaio 1923.

## Opere
- 1885 - Del baco da seta, suo allevamento e riproduzione: brevi note. Tipografia Mareggiani, 36 pp.